# Josef Schwediauer

Josef Schwediauer

Josef Schwediauer (* 9. Februar 1868 in Steinhaus; † 21. Juni 1930 ebenda) war ein österreichischer Mühlenbesitzer und Politiker (CS). Schwediauer war zwischen 1924 und 1925 Abgeordneter zum Oberösterreichischen Landtag.
Schwediauer wurde als Sohn des Mühlenbesitzers Max Schwediauer und seiner Gattin Theresia, geborene Obermair geboren. Er war beruflich als Mühlenbesitzer tätig und betrieb in seinem Vierkanthof in Steinhaus neben seiner Mühle auch einen Bäckereibetrieb und eine Landwirtschaft. Er engagierte sich zudem für seinen Berufsstand in zahlreichen Organisationen. So war er unter anderem Obmann der Bezirksgenossenschaft der Landwirte und Vorstandsmitglied der Linzer Fruchtbörse. Zudem war er Mitglied der Berufungskommission der Finanzlandesdirektion für Oberösterreich und Mitglied der AUVA für Oberösterreich, Salzburg, Tirol und Vorarlberg. Zwischen 1902 und 1930 übte er in Steinhaus das Amt des Bürgermeisters aus, zudem rückte er am 21. Februar 1924 für Franz Ertl in den Landtag nach, dem er bis zum 18. Mai 1925 angehörte. Schwediauer heiratete 1897 Maria Weihs aus Thalheim bei Wels und hatte mit ihr fünf Kinder. 